# Piano Concerto No. 1 (Emerson)
Piano Concerto No. 1 è una composizione per pianoforte e orchestra del musicista britannico Keith Emerson, inclusa nel doppio album Works Volume 1 della progressive rock-band Emerson, Lake & Palmer.
Poiché il brano dura circa 18 minuti, occupa tutto il lato A del primo disco in vinile dell'album.

## Il brano

### Contesto
Secondo Jim Allen di Ultimate Classic Rock, l'opera eseguita con la London Philharmonic Orchestra "massimizza la sua ispirazione classica trovando anche il modo di lavorare in alcuni passaggi jazz". Egli aggiunge come si tratti di una "mossa sdolcinata" per aprire un album, anche per gli standard degli ELP.

### Ricezione
Il revisore di AllMusic Bruce Eder ha detto che Piano Concerto No. 1 è "al livello di un buono studente di Conservatorio, privo di linguaggio originale" e "dove Keith Emerson, in collaborazione con il suo direttore d'orchestra e co-orchestratore John Mayer, riesce in modo ammirevole, in bellissimi passaggi virtuosi per pianoforte".

### Movimenti
Piano Concerto No. 1 è suddivisa in tre movimenti, che sono:
1. Allegro Giojoso – 9:24
2. Andante Molto Cantabile – 2:12
3. Toccata con Fuoco – 6:52

Un'esecuzione dal vivo del terzo movimento di Piano Concerto No. 1, Toccata con Fuoco, è inclusa nell'album In Concert del 1979.

## Musicisti
- Keith Emerson – pianoforte
- Orchestra Filarmonica di Londra – diretta da John Mayer